# Takuro Fujii
Takuro Fujii (n. 21 aprilie 1985, Kawachinagano, Japonia) este un înotător japonez, medaliat olimpic. A participat la 3 ediții ale Jocurilor Olimpice (2008, 2012, 2016) în care a câștigat o medalie de argint și o medalie de bronz.